# Okręg wyborczy nr 44 do Sejmu Rzeczypospolitej Polskiej (1993–2001)
Okręg wyborczy nr 44 do Sejmu Rzeczypospolitej Polskiej (1993–2001) obejmował województwo szczecińskie. W ówczesnym kształcie został utworzony w 1993. Wybieranych było w nim 10 posłów w systemie proporcjonalnym.
Siedzibą okręgowej komisji wyborczej był Szczecin.

## Wyniki wyborów
| Podział 10 mandatów: SLD: 4 UP: 1 PSL: 1 UD: 2 KPN: 1 BBWR: 1 |

| Podział 10 mandatów: SLD: 4 UW: 2 AWS: 4 |

## Reprezentanci okręgu
| Sejm | Rok  | Poseł KW                            | Poseł KW                            | Poseł KW                            | Poseł KW                            | Poseł KW                            | Poseł KW                            | Poseł KW                            | Poseł KW                            | Poseł KW                            | Poseł KW                            | Poseł KW                            | Poseł KW                            | Poseł KW                            | Poseł KW                            | Poseł KW                            | Poseł KW                            | Poseł KW                            | Poseł KW                            | Poseł KW                            | Poseł KW                            |
| ---- | ---- | ----------------------------------- | ----------------------------------- | ----------------------------------- | ----------------------------------- | ----------------------------------- | ----------------------------------- | ----------------------------------- | ----------------------------------- | ----------------------------------- | ----------------------------------- | ----------------------------------- | ----------------------------------- | ----------------------------------- | ----------------------------------- | ----------------------------------- | ----------------------------------- | ----------------------------------- | ----------------------------------- | ----------------------------------- | ----------------------------------- |
| II   | 1993 |                                     | J. Piechota SLD                     |                                     | W. Puzyna UD (1993) UW (1997)       |                                     | M. Nowakowska UP                    |                                     | S. Kopeć SLD                        |                                     | J. Wołek PSL                        |                                     | M. Manicki SLD                      |                                     | E. Piela-Mielczarek SLD             |                                     | L. Chwat UD                         |                                     | L. Smykowski KPN                    |                                     | A. Gołaś BBWR                       |
| III  | 1997 |                                     | J. Piechota SLD                     |                                     | W. Puzyna UD (1993) UW (1997)       | L. Komołowski AWS                   |                                     | A. Balazs AWS                       | S. Kopeć SLD                        | B. Liberadzki SLD                   |                                     | P. Lewandowski UW                   |                                     | Z. Szymański AWS                    | E. Piela-Mielczarek SLD             |                                     | S. Wądołowski AWS                   |                                     |                                     |                                     |                                     |
| IV   | 2001 | okręg zniesiony – patrz okręg nr 41 | okręg zniesiony – patrz okręg nr 41 | okręg zniesiony – patrz okręg nr 41 | okręg zniesiony – patrz okręg nr 41 | okręg zniesiony – patrz okręg nr 41 | okręg zniesiony – patrz okręg nr 41 | okręg zniesiony – patrz okręg nr 41 | okręg zniesiony – patrz okręg nr 41 | okręg zniesiony – patrz okręg nr 41 | okręg zniesiony – patrz okręg nr 41 | okręg zniesiony – patrz okręg nr 41 | okręg zniesiony – patrz okręg nr 41 | okręg zniesiony – patrz okręg nr 41 | okręg zniesiony – patrz okręg nr 41 | okręg zniesiony – patrz okręg nr 41 | okręg zniesiony – patrz okręg nr 41 | okręg zniesiony – patrz okręg nr 41 | okręg zniesiony – patrz okręg nr 41 | okręg zniesiony – patrz okręg nr 41 | okręg zniesiony – patrz okręg nr 41 |

### Wybory parlamentarne 1993
| Komitet wyborczy                                      | Komitet wyborczy                                         | Głosów | %     | Mandaty | Wybrani posłowie                                                           |
| ----------------------------------------------------- | -------------------------------------------------------- | ------ | ----- | ------- | -------------------------------------------------------------------------- |
|                                                       | Sojusz Lewicy Demokratycznej                             | 79 468 | 22,96 | 4       | Jacek Piechota, Stanisław Kopeć, Maciej Manicki, Elżbieta Piela-Mielczarek |
|                                                       | Unia Demokratyczna                                       | 43 448 | 12,55 | 2       | Włodzimierz Puzyna, Leszek Chwat                                           |
|                                                       | Polskie Stronnictwo Ludowe                               | 31 173 | 9,01  | 1       | Jan Wołek                                                                  |
|                                                       | Unia Pracy                                               | 31 112 | 8,99  | 1       | Maria Nowakowska                                                           |
|                                                       | Konfederacja Polski Niepodległej                         | 22 410 | 6,48  | 1       | Leszek Smykowski                                                           |
|                                                       | Bezpartyjny Blok Wspierania Reform                       | 18 873 | 5,45  | 1       | Andrzej Gołaś                                                              |
|                                                       | Unia Polityki Realnej                                    | 18 407 | 5,32  | –       |                                                                            |
|                                                       | Katolicki Komitet Wyborczy „Ojczyzna”                    | 18 389 | 5,31  | –       |                                                                            |
|                                                       | Porozumienie Centrum                                     | 15 088 | 4,36  | –       |                                                                            |
|                                                       | Niezależny Samorządny Związek Zawodowy „Solidarność”     | 14 771 | 4,27  | –       |                                                                            |
|                                                       | Kongres Liberalno-Demokratyczny                          | 13 833 | 4,00  | –       |                                                                            |
|                                                       | Samoobrona – Leppera                                     | 13 823 | 3,99  | –       |                                                                            |
|                                                       | Partia X                                                 | 12 315 | 3,56  | –       |                                                                            |
|                                                       | Koalicja dla Rzeczypospolitej                            | 6473   | 1,87  | –       |                                                                            |
|                                                       | Polskie Stronnictwo Ludowe – Porozumienie Ludowe         | 4863   | 1,41  | –       |                                                                            |
|                                                       | Polska Wspólnota Narodowa – Polskie Stronnictwo Narodowe | 890    | 0,28  | –       |                                                                            |
|                                                       | Ojczyzna – Lista Polska                                  | 731    | 0,21  | –       |                                                                            |
| Frekwencja: 51,13% Źródło: Państwowa Komisja Wyborcza |                                                          |        |       |         |                                                                            |

Poniższa tabela przedstawia podział mandatów dla komitetów wyborczych na podstawie uzyskanych głosów, a następnie obliczonych ilorazów wyborczych na podstawie metody D’Hondta.
| Podział mandatów dla komitetów wyborczych na podstawie metody D’Hondta | Podział mandatów dla komitetów wyborczych na podstawie metody D’Hondta | Podział mandatów dla komitetów wyborczych na podstawie metody D’Hondta | Podział mandatów dla komitetów wyborczych na podstawie metody D’Hondta | Podział mandatów dla komitetów wyborczych na podstawie metody D’Hondta | Podział mandatów dla komitetów wyborczych na podstawie metody D’Hondta | Podział mandatów dla komitetów wyborczych na podstawie metody D’Hondta | Podział mandatów dla komitetów wyborczych na podstawie metody D’Hondta | Podział mandatów dla komitetów wyborczych na podstawie metody D’Hondta | Podział mandatów dla komitetów wyborczych na podstawie metody D’Hondta | Podział mandatów dla komitetów wyborczych na podstawie metody D’Hondta | Podział mandatów dla komitetów wyborczych na podstawie metody D’Hondta |
| Komitet wyborczy                                                       | Komitet wyborczy                                                       | Liczba głosów                                                          | Iloraz wyborczy                                                        | Iloraz wyborczy                                                        | Iloraz wyborczy                                                        | Iloraz wyborczy                                                        | Iloraz wyborczy                                                        | Iloraz wyborczy                                                        | Iloraz wyborczy                                                        | Mandaty                                                                | TP                                                                     |
| Komitet wyborczy                                                       | Komitet wyborczy                                                       | Liczba głosów                                                          | /1                                                                     | /2                                                                     | /3                                                                     | /4                                                                     | /5                                                                     | ...                                                                    | /10                                                                    | Mandaty                                                                | TP                                                                     |
| ---------------------------------------------------------------------- | ---------------------------------------------------------------------- | ---------------------------------------------------------------------- | ---------------------------------------------------------------------- | ---------------------------------------------------------------------- | ---------------------------------------------------------------------- | ---------------------------------------------------------------------- | ---------------------------------------------------------------------- | ---------------------------------------------------------------------- | ---------------------------------------------------------------------- | ---------------------------------------------------------------------- | ---------------------------------------------------------------------- |
|                                                                        | Sojusz Lewicy Demokratycznej                                           | 79468                                                                  | 79 468                                                                 | 39 734                                                                 | 26 489                                                                 | 19 867                                                                 | 15 894                                                                 | ...                                                                    | 7947                                                                   | 4                                                                      | 3,51                                                                   |
|                                                                        | Unia Demokratyczna                                                     | 43 448                                                                 | 43 448                                                                 | 21 724                                                                 | 14 483                                                                 | 10 862                                                                 | 8690                                                                   | ...                                                                    | 4345                                                                   | 2                                                                      | 1,92                                                                   |
|                                                                        | Polskie Stronnictwo Ludowe                                             | 31 173                                                                 | 31 173                                                                 | 15 587                                                                 | 10 391                                                                 | 7793                                                                   | 6235                                                                   | ...                                                                    | 3117                                                                   | 1                                                                      | 1,38                                                                   |
|                                                                        | Unia Pracy                                                             | 31 112                                                                 | 31 112                                                                 | 15 556                                                                 | 10 371                                                                 | 7778                                                                   | 6222                                                                   | ...                                                                    | 3111                                                                   | 1                                                                      | 1,37                                                                   |
|                                                                        | Konfederacja Polski Niepodległej                                       | 22 410                                                                 | 22 410                                                                 | 11 205                                                                 | 7470                                                                   | 5603                                                                   | 4482                                                                   | ...                                                                    | 2241                                                                   | 1                                                                      | 0,99                                                                   |
|                                                                        | Bezpartyjny Blok Wspierania Reform                                     | 18 873                                                                 | 18 873                                                                 | 9437                                                                   | 6291                                                                   | 4718                                                                   | 3775                                                                   | ...                                                                    | 1887                                                                   | 1                                                                      | 0,83                                                                   |
| Ogółem                                                                 | Ogółem                                                                 | 226 484                                                                | –                                                                      | –                                                                      | –                                                                      | –                                                                      | –                                                                      | –                                                                      | –                                                                      | 10                                                                     | 10                                                                     |

### Wybory parlamentarne 1997
| Komitet wyborczy                                      | Komitet wyborczy                          | Głosów  | %     | Mandaty | Wybrani posłowie                                                                |
| ----------------------------------------------------- | ----------------------------------------- | ------- | ----- | ------- | ------------------------------------------------------------------------------- |
|                                                       | Sojusz Lewicy Demokratycznej              | 110 737 | 34,87 | 4       | Jacek Piechota, Bogusław Liberadzki, Stanisław Kopeć, Elżbieta Piela-Mielczarek |
|                                                       | Akcja Wyborcza Solidarność                | 89 658  | 28,24 | 4       | Longin Komołowski, Artur Balazs, Zbigniew Szymański, Stanisław Wądołowski       |
|                                                       | Unia Wolności                             | 54 879  | 17,28 | 2       | Włodzimierz Puzyna, Piotr Lewandowski                                           |
|                                                       | Unia Pracy                                | 16 099  | 5,07  | –       |                                                                                 |
|                                                       | Ruch Odbudowy Polski                      | 11 257  | 3,55  | –       |                                                                                 |
|                                                       | Polskie Stronnictwo Ludowe                | 9810    | 3,09  | –       |                                                                                 |
|                                                       | Unia Prawicy Rzeczypospolitej             | 8993    | 2,83  | –       |                                                                                 |
|                                                       | Krajowa Partia Emerytów i Rencistów       | 7045    | 2,22  | –       |                                                                                 |
|                                                       | Krajowe Porozumienie Emerytów i Rencistów | 5671    | 1,79  | –       |                                                                                 |
|                                                       | Blok dla Polski                           | 2673    | 0,84  | –       |                                                                                 |
|                                                       | Przymierze Samoobrona                     | 437     | 0,14  | –       |                                                                                 |
|                                                       | Polska Wspólnota Narodowa                 | 283     | 0,09  | –       |                                                                                 |
| Frekwencja: 45,16% Źródło: Państwowa Komisja Wyborcza |                                           |         |       |         |                                                                                 |

Poniższa tabela przedstawia podział mandatów dla komitetów wyborczych na podstawie uzyskanych głosów, a następnie obliczonych ilorazów wyborczych na podstawie metody D’Hondta.
| Podział mandatów dla komitetów wyborczych na podstawie metody D’Hondta | Podział mandatów dla komitetów wyborczych na podstawie metody D’Hondta | Podział mandatów dla komitetów wyborczych na podstawie metody D’Hondta | Podział mandatów dla komitetów wyborczych na podstawie metody D’Hondta | Podział mandatów dla komitetów wyborczych na podstawie metody D’Hondta | Podział mandatów dla komitetów wyborczych na podstawie metody D’Hondta | Podział mandatów dla komitetów wyborczych na podstawie metody D’Hondta | Podział mandatów dla komitetów wyborczych na podstawie metody D’Hondta | Podział mandatów dla komitetów wyborczych na podstawie metody D’Hondta | Podział mandatów dla komitetów wyborczych na podstawie metody D’Hondta | Podział mandatów dla komitetów wyborczych na podstawie metody D’Hondta | Podział mandatów dla komitetów wyborczych na podstawie metody D’Hondta |
| Komitet wyborczy                                                       | Komitet wyborczy                                                       | Liczba głosów                                                          | Iloraz wyborczy                                                        | Iloraz wyborczy                                                        | Iloraz wyborczy                                                        | Iloraz wyborczy                                                        | Iloraz wyborczy                                                        | Iloraz wyborczy                                                        | Iloraz wyborczy                                                        | Mandaty                                                                | TP                                                                     |
| Komitet wyborczy                                                       | Komitet wyborczy                                                       | Liczba głosów                                                          | /1                                                                     | /2                                                                     | /3                                                                     | /4                                                                     | /5                                                                     | ...                                                                    | /10                                                                    | Mandaty                                                                | TP                                                                     |
| ---------------------------------------------------------------------- | ---------------------------------------------------------------------- | ---------------------------------------------------------------------- | ---------------------------------------------------------------------- | ---------------------------------------------------------------------- | ---------------------------------------------------------------------- | ---------------------------------------------------------------------- | ---------------------------------------------------------------------- | ---------------------------------------------------------------------- | ---------------------------------------------------------------------- | ---------------------------------------------------------------------- | ---------------------------------------------------------------------- |
|                                                                        | Sojusz Lewicy Demokratycznej                                           | 110 737                                                                | 110 737                                                                | 55 369                                                                 | 36 912                                                                 | 27 684                                                                 | 22 147                                                                 | ...                                                                    | 11 074                                                                 | 4                                                                      | 4,01                                                                   |
|                                                                        | Akcja Wyborcza Solidarność                                             | 89 658                                                                 | 89 658                                                                 | 44 829                                                                 | 29 886                                                                 | 22 415                                                                 | 17 932                                                                 | ...                                                                    | 8966                                                                   | 4                                                                      | 3,24                                                                   |
|                                                                        | Unia Wolności                                                          | 54 879                                                                 | 54 879                                                                 | 27 440                                                                 | 18 293                                                                 | 13 720                                                                 | 10 976                                                                 | ...                                                                    | 5488                                                                   | 2                                                                      | 1,99                                                                   |
|                                                                        | Ruch Odbudowy Polski                                                   | 11 257                                                                 | 11 257                                                                 | 5629                                                                   | 3752                                                                   | 2814                                                                   | 2251                                                                   | ...                                                                    | 1126                                                                   | 0                                                                      | 0,41                                                                   |
|                                                                        | Polskie Stronnictwo Ludowe                                             | 9810                                                                   | 9810                                                                   | 4905                                                                   | 3270                                                                   | 2453                                                                   | 1962                                                                   | ...                                                                    | 981                                                                    | 0                                                                      | 0,35                                                                   |
| Ogółem                                                                 | Ogółem                                                                 | 276 341                                                                | –                                                                      | –                                                                      | –                                                                      | –                                                                      | –                                                                      | –                                                                      | –                                                                      | 10                                                                     | 10                                                                     |